# 心中的歌儿献给解放军
《心中的歌儿献给解放军》或《心中的歌儿献给金珠玛》，是一首由时任上海音乐学院教授的常留柱改编自藏族民歌的歌曲。1964年，随着军区文工团去往尼泊尔进行文艺演出时，途经西藏授教，感受到了当地藏族人民及解放军的关照，与之结缘，遂创作了本歌曲。

## 歌词版本
由于歌曲自文化大革命始流传开来，其歌词也几经修改，现有多个版本。以差别最大的第二个“感谢”为例：
- 感谢你们支左支工又支农，文化大革命立新功（文革时期）
- 感谢你们紧握枪杆保边疆，人民的江山万年红（梦之旅、泽仁曲措）
- 感谢你们帮助我们修水渠，万里高原青稞香（曹芙嘉）